# Roberto Gil Zuarth
Roberto Gil Zuarth (Tuxtla Gutiérrez, Chiapas; 10 de octubre de 1977) es un abogado y político mexicano. Ocupó el cargo de Subsecretario de Gobierno de la Secretaría de Gobernación. Antes fue diputado federal por el Partido Acción Nacional en la LXI Legislatura del Congreso de la Unión. Participó como candidato en las elecciones internas de 2010 por la presidencia del Partido Acción Nacional, en la contienda en la que se eligió a Gustavo Madero Muñoz. Fue Secretario Particular del Presidente Felipe Calderón Hinojosa. Fungió como senador por el Partido Acción Nacional de las LXII y LXIII Legislaturas del Congreso de la Unión. Fue presidente de la Comisión de Justicia del Senado de la República y miembro de la Comisión de Anticorrupción y Participación Ciudadana y de la Comisión de Derechos Humanos de la misma Cámara. Además, fungió como presidente de la Mesa Directiva del Senado, cargo previamente ocupado por Miguel Barbosa Huerta del Partido de la Revolución Democrática; esto durante el primer año de la LXIII Legislatura del Congreso de la Unión de México

## Formación y trayectoria política
Roberto Gil Zuarth es egresado de la licenciatura en derecho del Instituto Tecnológico Autónomo de México, tiene una maestría en derecho constitucional por la Universidad Carlos III de Madrid y es candidato a doctor en derecho por la misma universidad.
En la Cámara de Diputados ocupó diversos cargos. Fue secretario ejecutivo de la Junta de Coordinación Política (septiembre de 2004 a septiembre de 2005), secretario técnico de la Presidencia de la mesa directiva (1999-2000), del diputado Francisco José Paoli Bolio en la LVII Legislatura (1998-1999) y de la Conferencia para la dirección y programación de los trabajos legislativos (septiembre a diciembre de 1999).
En el Instituto Federal Electoral fue asesor del Consejero Electoral Alonso Lujambio (septiembre de 2000 a septiembre de 2001) y de la Comisión de Fiscalización de los Recursos de los Partidos y Agrupaciones Políticas de junio a septiembre de 2004. De diciembre de 2006 a septiembre de 2007 fue coordinador de asesores en la Secretaría de la Función Pública, a cargo del entonces Secretario Germán Martínez Cázares. Posteriormente fue nombrado representante del PAN ante el Consejo General del Instituto Federal Electoral hasta julio de 2009 y abogado general del Comité Ejecutivo Nacional del PAN hasta agosto de 2009.
En 2009 es electo diputado federal por el Partido Acción Nacional. En esa condición se desempeñó como sub-coordinador de proceso legislativo del Grupo Parlamentario del PAN en la Cámara de Diputados, también como secretario de la comisión ordinaria de Presupuesto y Cuenta Pública y de la comisión especial para analizar el Presupuesto de Gastos Fiscales. Además, fue integrante de la Comisión de Puntos Constitucionales.
El 16 de marzo de 2010 solicitó licencia al cargo de diputado y el 17 de marzo del mismo año el presidente Felipe Calderón Hinojosa lo designó Subsecretario de Gobierno de la Secretaría de Gobernación en sustitución de Gerónimo Gutiérrez.
Se separó del cargo de Subsecretario de Gobernación el 3 de octubre de 2010, en su lugar se designó al Juan Marcos Gutiérrez González, quien fuera cónsul general de México en Los Ángeles, California.
El 7 de enero de 2011, fue nombrado Secretario Particular de la Presidencia, en sustitución de Luis Felipe Bravo Mena.
El 9 de enero del 2012, fue designado Coordinador General de la Campaña de la precandidata y posteriormente candidata del PAN a la Presidencia de la República Josefina Vázquez Mota.
En las mismas elecciones de 2012 es electo por el principio de representación proporcional para ocupar un cargo en la Cámara de Senadores. El 1 de septiembre del 2012, toma posesión como senador de la República.
Es autor de artículos académicos y ensayos de divulgación sobre derecho constitucional, electoral y parlamentario. Era columnista semanal del periódico Excélsior, pero al asumir la presidencia del Senado, se retiró de ese espacio.
Su alma mater, el ITAM, le concedió en 2013 el premio al Mérito Profesional en el Sector Público, premios que entrega año con año a distinguidos exalumnos que se desempeñan en diversas áreas laborales.

## Actividad Legislativa
De 2012 a 2015, es decir, durante la LXII Legislatura del Congreso de la Unión de México, fue presidente de la Comisión de Justicia, Secretario de la Comisión de Medalla Belisario Domínguez, Secretario de la Comisión Especial para la Atención y Seguimiento al Caso de la Empresa Oceanografía, S. A. de C. V., así como miembro de la Comisión de Derechos Humanos, y de la Comisión de Anticorrupción y Participación Ciudadana. 
Durante su presidencia de la Comisión de Justicia, fue de los principales impulsores del Código Nacional de Procedimientos Penales, reforma que se aprobó durante su gestión. También se aprobaron en ese periodo la Ley General de Víctimas y la Ley Federal de Justicia para Adolescentes, entre otras. 
Durante su primer año en el Senado, presentó 29 iniciativas, 11 como promovente y el resto como suscrito. En el segundo año presentó 27 iniciativas más, de las cuales en 15 actuó como promovente. En el tercer año de ejercicio presentó 23 iniciativas, siendo promovente de 12 de ellas.
Tiene un registro de más del 95% de asistencia a las sesiones, donde las faltas se deben a comisión oficial, o bien, están justificadas.
Durante todo el primer año de ejercicio de la LXIII Legislatura, se desempeñó como Presidente de la Mesa Directiva del Senado de la República.

## Candidatura a Ministro de la Suprema Corte de Justicia de la Nación
En noviembre de 2024 y en el marco de la primera elección federal de jueces programada para el día 1° de junio de 2025, anunció su participación como candidato a ministro de la Suprema Corte de Justicia de la Nación. Durante el desarrollo del proceso electoral ha denunciado diversos intentos del Gobierno Federal de influir indebidamente en la elección.

## Otras actividades
A la par de su carrera política, ha impartido cátedra en la Universidad Anáhuac del Sur sobre procesos constitucionales y sobre teoría política, además de ser coordinador académico del diplomado en derecho electoral en el Instituto Tecnológico Autónomo de México desde mayo de 2005.
Desde 2005, es miembro de la Red Mexicana por una Democracia de Calidad. Ha sido consultor de la Unidad para la Promoción de la Democracia de la Organización de los Estados Americanos en el proyecto regional de mejores prácticas parlamentarias (2003), consultor del Banco Interamericano de Desarrollo en el programa de fortalecimiento institucional del Congreso de la República del Perú (2002), del Programa de Naciones Unidas para el Desarrollo (PNUD) y de la Representación en México de la Universidad Estatal de Nueva York (SUNY).

## Publicaciones
Libros
- “La inhabilitación de partidos políticos”. /En/ TENORIO, Manuel (coord.). Constitucionalismo mexicano. Planteamientos en la forma y estructura. Aportaciones para el estudio de las reformas estructurales. México: Editorial Porrúa-Universidad Anáhuac México Norte, 2009, pp. 99-117.
- “Estado social y democrático de Derecho: las implicaciones jurídicas de la fórmula”. /En/ VALADÉS, Diego; CARBONELL, Miguel. El Estado constitucional contemporáneo. Culturas y sistemas jurídicos comparados, tomo I, México: Universidad Nacional Autónoma de México, 2006, pp. 351-373.
- “Mecanismos parlamentarios para la gobernabilidad democrática”. /En/ PAOLI, Francisco (coord.) Memorias del Foro Interamericano sobre Modernización Legislativa México: Cámara de Senadores, 2005.
- “Balance de la LVII Legislatura” (con Nelly Arocha y José María Lujambio). /En/ PAOLI, Francisco (coord.) La Cámara de Diputados en la LVII Legislatura. México: Cámara de Diputados, 2000.
- “Breves consideraciones sobre la Ley de Justicia Indígena del Estado de Quintana Roo”. /En/ Anuario de Derecho Público. El Federalismo hoy, núm. 2, Mc. Graw Hill – ITAM, México, 1998.

Revistas
- “Institucionalización en reversa. La nueva legislatura frente a la modernización de la Cámara de Diputados”. /En/ 'Este País, número 123, junio 2001, pp. 21-26.
- “Reglamento de debates: reflexiones en torno a un galimatías constitucional”. /En/ Quórum Legislativo, número 83, octubre-diciembre de 2005, pp. 181-192.
- “Filemón y el Tribunal Electoral”. /En/ Voz y voto, número 190, diciembre de 2008, pp. 48-50.
- “Entre el chantaje y la medicina”. /En/ Voz y voto, número 256, junio de 2014, pp. 21-25.